# Bernabé Marí i Chirivella
Bernabé Marí i Chirivella (Alfafar, Horta Sud, 1896 - Picanya, Horta Sud, 9 d'agost de 1958) va ser un empresari, comerciant i polític valencià.
Era el més menut de cinc germans. Va estudiar durant un temps una titulació a la universitat però va haver de deixar els estudis quan son pare morí per dedicar-se al comerç.
L'any 1926 es va casar amb Julia Castellano Casabàn, una dona natural de Picanya encara que havia nascut al molí de Pallús en Burjassot. Van tenir dos fills: Julia (1928) i Bernabé (1932).
Tenia coneixements de matemàtiques i de geografia. Després de la guerra civil (durant els anys quaranta) va treballar per a l'Estat com a delegat i es va encarregar del comerç de les creïlles a la zona de L'Horta (durant l'època de l'anomenat estraperlo). També es va dedicar a l'agricultura, ja que tenia diversos camps de tarongers, un camp d'arròs a l'Albufera i una finca a la partida del Realenc (als termes municipals de Torrent i Picanya). Junt amb altres deu socis va fundar la cooperativa d'importació i exportació de cítrics Frupale S.L. amb seu a Picanya. Es va dedicar també a la construcció d'habitatges. Va promoure la construcció d'edificis de tres o quatre altures a Picanya, a Torrent i a Alcàsser.
Durant la guerra civil espanyola el van empresonar tres vegades sense que haguera comés cap delicte, sinó per causa de tenir una ideologia conservadora i ser un home ric. Però degut a la seua amistat amb l'alcalde de la ciutat de València, el republicà José Cano Coloma, el van deixar lliure i fins i tot podrien haver evitat la seua mort.
Va ser un dels primers responsables de tramitar la devolució de les terres confiscades per l'ajuntament Republicà de Picanya, el qual va confiscar les possessions dels "rics" del poble per a fins benèfics. Quan va arribar el règim franquista estes possessions es retornaven als seus anteriors propietaris, alhora que altres terres eren confiscades perquè els seus veïns eren morts o exiliats.
Tot i que Bernabé Marí i Chirivella no va formar part del primer ajuntament després de la guerra denominat "Comisión Gestora Municipal designada por la Junta Local de Falange Española" sí que va ser nomenat pel delegat del Govern vocal de Recuperació agrícola. A la segona junta ja hi figurava com a Primer Tinent d'alcalde de Picanya, des del 5 d'abril de 1939 fins al 27 de desembre de 1939.
A les actes municipals no consta que fóra alcalde de Picanya, tot i això ell està en un quadre a la Sala d'Exposicions Municipal d'alcaldes de Picanya. Si va ser alcalde ho seria durant un breu període, però la història escrita no ho deixa clar.
Segons la seua partida de defunció:
D. Bernabé Marí Chirivella era natural d'Alfafar. Nascut el 31 de desembre de 1896. Domiciliat al Carrer Sant Josep nº 22 de Picanya. De professió comerç. Fill de Bernabé i Virgínia. Viudo de Dª. Julia Castellano Casabàn. Amb dos fills: Julia i Bernabé Marí Castellano. Va morir al seu domicili el dia 9 d'agost de 1958 a les 14:00 hores a conseqüència d'un col·lapse vascular i la fonamental carcismatfosis pectoral difusa.